# Acantilados de Dover
Los acantilados de Dover (en inglés, Cliffs of Dover o White Cliffs of Dover: ‘acantilados blancos de Dover’) forman parte de la costa británica frente al estrecho de Dover y Francia. El acantilado, que alcanza hasta 106 metros de altura, debe su llamativa fachada a su composición de creta (de color blanco puro de carbonato de calcio), acentuado por vetas de pedernal negro. Los acantilados se extienden al este y oeste desde el pueblo de Dover en el condado de Kent.

## Datos generales
Los acantilados tienen un gran valor simbólico para el Reino Unido debido a que encaran a la Europa continental a través de la parte más angosta del canal de la Mancha, donde históricamente han amenazado invasiones y en contra de los acantilados que forman una guardia simbólica. Porque el cruce de Dover fue la principal vía para el continente antes de los viajes aéreos, la línea blanca de los acantilados también constituyó la primera (o última) vista para los viajeros del Reino Unido.
Se dice también que el término Albión, que hace referencia a la isla de Gran Bretaña, tiene su origen en el color de los acantilados. El término, de origen celta, se latinizó sin problemas, ya que en latín albus significa blanco.

## Ubicación

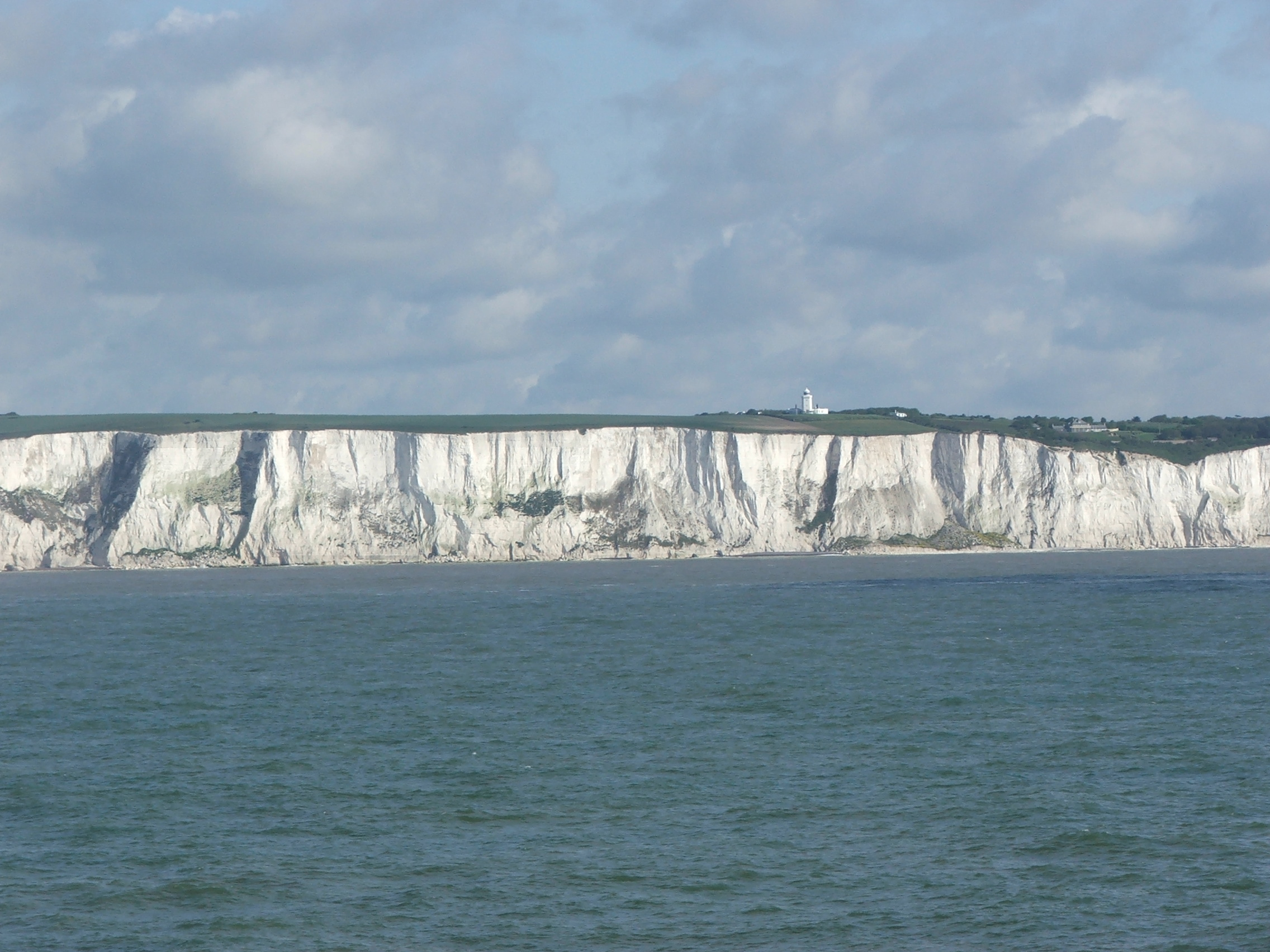
Porción de los acantilados

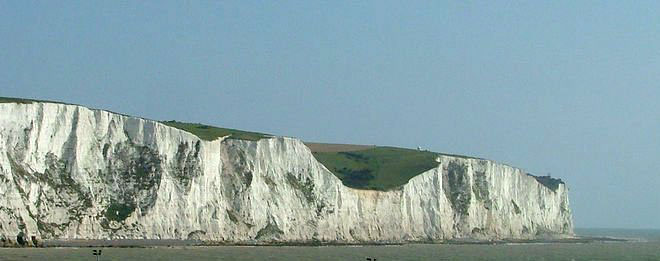
Acantilados blancos de Dover.

Los acantilados se ubican a lo largo de la costa británica del sur, aproximadamente entre latitud 51°06′ N, longitud 1°14′E, y latitud 51°12′ N, longitud 1°24′ E. El acantilado de Shakespeare marca el punto en la que Inglaterra más se acerca a la Europa continental. En un día claro, los acantilados son fácilmente visibles desde la costa francesa en el cabo Gris-Nez.

## Defensa
Detrás del acantilado hay kilómetros de túneles ocultos que se crearon durante la Edad Media y más tarde desempeñaron un papel en la defensa de Gran Bretaña durante las guerras napoleónicas. Los túneles más tarde se ampliaron para convertirse en los Túneles Secretos de Guerra bajo el castillo de Dover.

## Geología

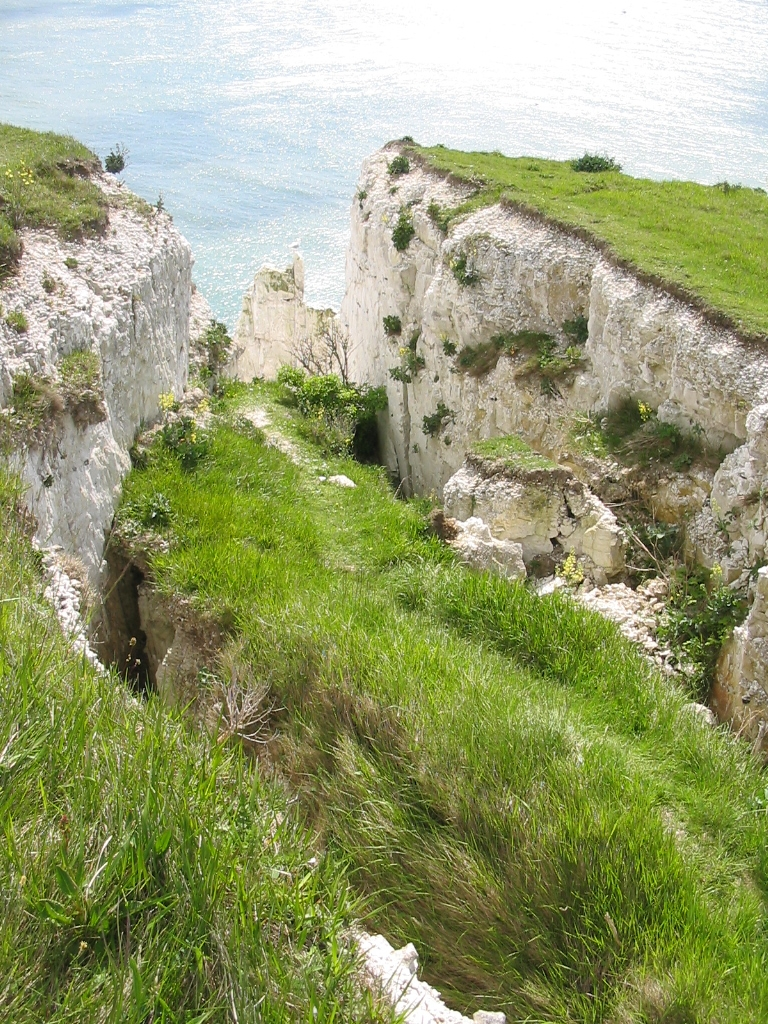
Ejemplo de erosión de los acantilados blancos

Los acantilados de Dover se continúan erosionando a una tasa promedio de un centímetro por año, aunque en ocasiones grandes trozos de la orilla (hasta varios metros a la vez) caen en el canal con muy poco aviso. A los visitantes por lo tanto se les advierte permanecer al menos a cinco metros del borde del abismo.